# 朗塞讷
朗塞讷（法語：Rancennes，法語發音：[ʁɑ̃sɛn]）是法国大東部大區阿登省的一个市镇，属于沙勒维尔-梅济耶尔区。

## 地理
朗塞讷（50°7'1"N, 4°49'4"E）面积6.5 平方千米，位于法国大東部大區阿登省，该省份为法国北部内陆省份，西接埃纳省，南至马恩省，东临默兹省，北与比利时接壤。
与朗塞讷接壤的市镇（或旧市镇、城区）包括：沙尔努瓦、绍斯、弗罗姆莱讷、日韦。

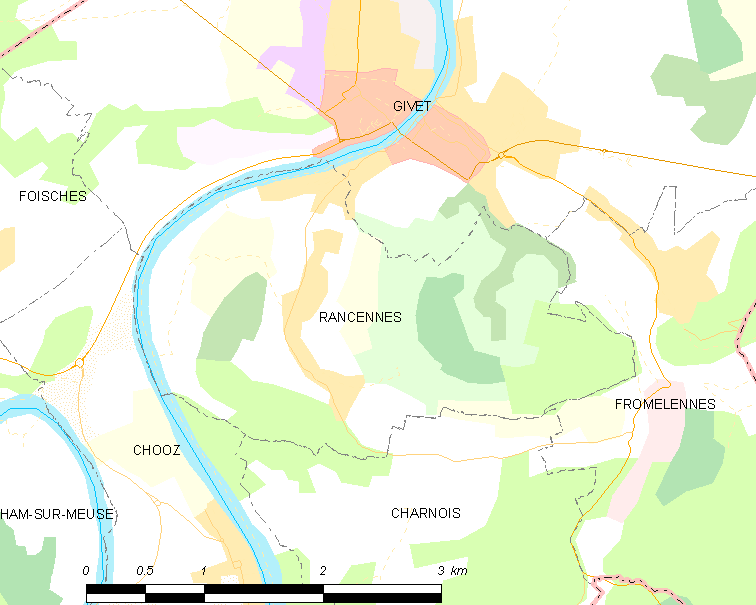
朗塞讷的OSM定位图

朗塞讷的时区为UTC+01:00、UTC+02:00（夏令时）。

## 行政
朗塞讷的邮政编码为08600，INSEE市镇编码为08353。

## 政治
朗塞讷所属的省级选区为日韦县。

## 人口

1962-2008年间朗塞讷人口变化图示

朗塞讷于2022年1月1日时的人口数量为707人。